# سيمون جنسن
سيمون جنسن (بالسويدية: Simon Jensen؛ بالدنماركية: Simon Jensen) هو ملحن وشاعر سويدي ودنماركي، ولد في 3 فبراير 1973.